# Petrosselki
Petrosselki (russisch Петроселки) ist ein Dorf (derewnja) in der Oblast Kursk in Russland. Es gehört zum Rajon Fatesch und zur Landgemeinde (selskoje posselenije) Werchneljubaschski selsowjet.

## Geographie
Der Ort liegt gut 62 km Luftlinie nordwestlich des Oblastverwaltungszentrums Kursk im südwestlichen Teil der Mittelrussischen Platte, 19,5 km nordöstlich des Rajonverwaltungszentrums Fatesch, 7,5 km vom Sitz des Dorfsowjet – Werchni Ljubasch, 113 km von der Grenze zwischen Russland und der Ukraine, im Becken der Swapa (Nebenfluss des Seim).

### Klima
Das Klima im Ort ist wie im Rest des Rajons kalt und gemäßigt. Es gibt während des Jahres eine erhebliche Niederschlagsmenge. Dfb lautet die Klassifikation des Klimas nach Köppen und Geiger.

## Bevölkerungsentwicklung
| Jahr | Einwohner |
| ---- | --------- |
| 1979 | 155       |
| 2002 | 62        |
| 2010 | 26        |

Anmerkung: Volkszählungsdaten

## Verkehr
Petrosselki liegt 5 km von der Fernstraße föderaler Bedeutung M2 „Krim“ (ein Teil der Europastraße E105), 4,5 km von der Straße regionaler Bedeutung 38K-002 (Werchni Ljubasch – Ponyri), an der Straße interkommunaler Bedeutung 38N-232 (M2 „Krim“ – Petrosselki) und 26 km von der nächsten Eisenbahnhaltestelle 487 km (Eisenbahnstrecke Orjol – Kursk) entfernt.
Der Ort liegt 186 km vom internationalen Flughafen von Belgorod entfernt.